# Palpita marginalis
Palpita marginalis là một loài bướm đêm trong họ Crambidae.